# Абрамчук Ганна Іванівна
Ганна Іванівна Абрамчук (25 січня 1925, село Копачівка, тепер Деражнянського району Хмельницької області-22 серпня 2017) — українська радянська діячка, голова колгоспу імені Шевченка Деражнянського району Хмельницької області. Герой Соціалістичної Праці (22.03.1966). Депутат Верховної Ради УРСР 6—9-го скликань.

## Біографія
Народилася у селянській родині Івана Гнатовича та Євгенії Полікарпівни Цісарів.
У 1941 році закінчила дев'ять класів середньої школи. У грудні 1942 р. була вивезена на роботу до Німеччини, де перебувала до 1945 року.
З 1945 року — завідувач сільського клубу, обліковець рільничої бригади колгоспу імені Шевченка, секретар Копачівської семирічної школи Деражнянського району, колгоспниця, обліковець тваринницької ферми.
З 1951 року — пташниця, а з 1956 р. — старша пташниця колгоспу імені Шевченка Деражнянського району Хмельницької області. У 1965 році одержала по 173 яйця на курку-несучку і по 60 тисяч штук на 100 гектарів зернових.
Член КПРС з 1964 року.
Освіта середня спеціальна. У 1967 році заочно закінчила Липковатівський радгосп-технікум Харківської області.
У січні 1966 — 1983 р. — голова колгоспу імені Шевченка села Копачівка Деражнянського району Хмельницької області.
Потім — на пенсії у селі Копачівці Деражнянського району Хмельницької області.

## Нагороди
- Герой Соціалістичної Праці (22.03.1966)
- орден Леніна (22.03.1966)
- орден Трудового Червоного Прапора
- орден Жовтневої Революції
- медалі